# 格爾格利 (新桑扎里區)
赫爾赫利（烏克蘭語：Гергели）是位於烏克蘭中部波爾塔瓦州裏波爾塔瓦區的村莊，距離赫雷科-巴甫利夫卡0.5公里和什波爾季基1.5公里，1987年人口60。